# François Labbé (1928)
Pour les articles homonymes, voir Labbé et François Labbé.
 (avril 2024).
Si vous disposez d'ouvrages ou d'articles de référence ou si vous connaissez des sites web de qualité traitant du thème abordé ici, merci de compléter l'article en donnant les références utiles à sa vérifiabilité et en les liant à la section « Notes et références ».
François Labbé (né le 23 septembre 1928 et mort le 24 décembre 2018) est un homme d'affaires québécois. Il est le fondateur du Réseau des Appalaches. Il est le fils de l'ancien député provincial (Union Nationale) Tancrède Labbé. 
Il est un pionnier du monde des médias canadien, car son regroupement de stations effectué en 1972 a été le premier du genre au Canada. À son moment de gloire, six stations à travers autant de petites villes de Chaudière-Appalaches, Centre-du-Québec et de l'Estrie le composaient.
En 1989, il fonde la station CFJO, tandis qu'il vend deux de ses six stations AM l'année suivante pour se concentrer sur sa nouvelle station CFJO, tout comme CKLD et CFDA qu'il a conservé. 
En 1998, il est nommé au temple de la renommée de l'Association canadienne des radiodiffuseurs.